# Carlos Botelho
Carlos António Teixeira Basto Nunes Botelho (18. září 1899 Lisabon – 18. srpna 1982 Lisabon) byl portugalský malíř a karikaturista.
Pocházel z rodiny hudebníků. Ve výtvarném umění byl samoukem, i když strávil rok na Escola Superior de Belas-Artes de Lisboa a po třicítce navštěvoval v Paříži Académie de la Grande Chaumière. Živil se jako autor kreslených vtipů pro lisabonské časopisy ABC-zinho a Sempre Fixe, patřil k průkopníkům komiksu v Portugalsku. Přes dvacet let vydával obrázkovou kroniku Ecos da Semana (Ozvěny týdne), kde se věnoval autobiografickým tématům i aktuální satiře. Ilustroval knihy, navrhoval panely z kachliček azulejos, vytvářel divadelní scénografie, s Cottinelim Telmem spolupracoval na filmu A Canção de Lisboa. Pracoval pro Sekretariát národní propagandy a podílel se na podobě portugalských pavilonů na Světové výstavě 1937 v Paříži a Světové výstavě 1939 v New Yorku. Je řazen ke druhé generaci portugalských modernistů, ve své tvorbě se inspiroval životem velkoměsta a stylově vycházel z expresionismu, jeho pozdější tvorbu ovlivnil také Vincent van Gogh.
Obdržel výtvarné ceny Premio Souza-Cardoso a Premio Columbano. Jeho tvorba je vystavena v lisabonském Muzeu Calousta Gulbenkiana a v Muzeu umění v São Paulu.

## Galerie

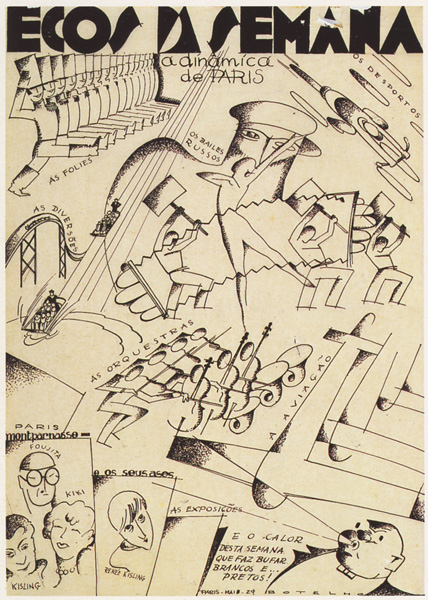
Ozvěny týdne, 1929
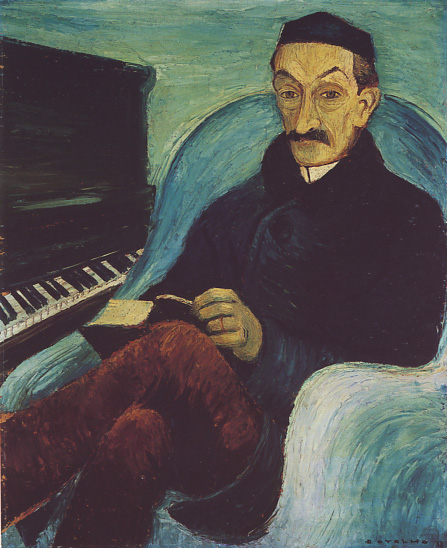
Můj otec, 1937
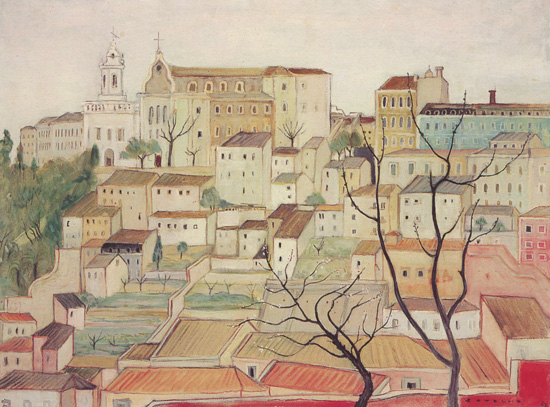
Lisabon, 1962